# Herschel Grynszpan

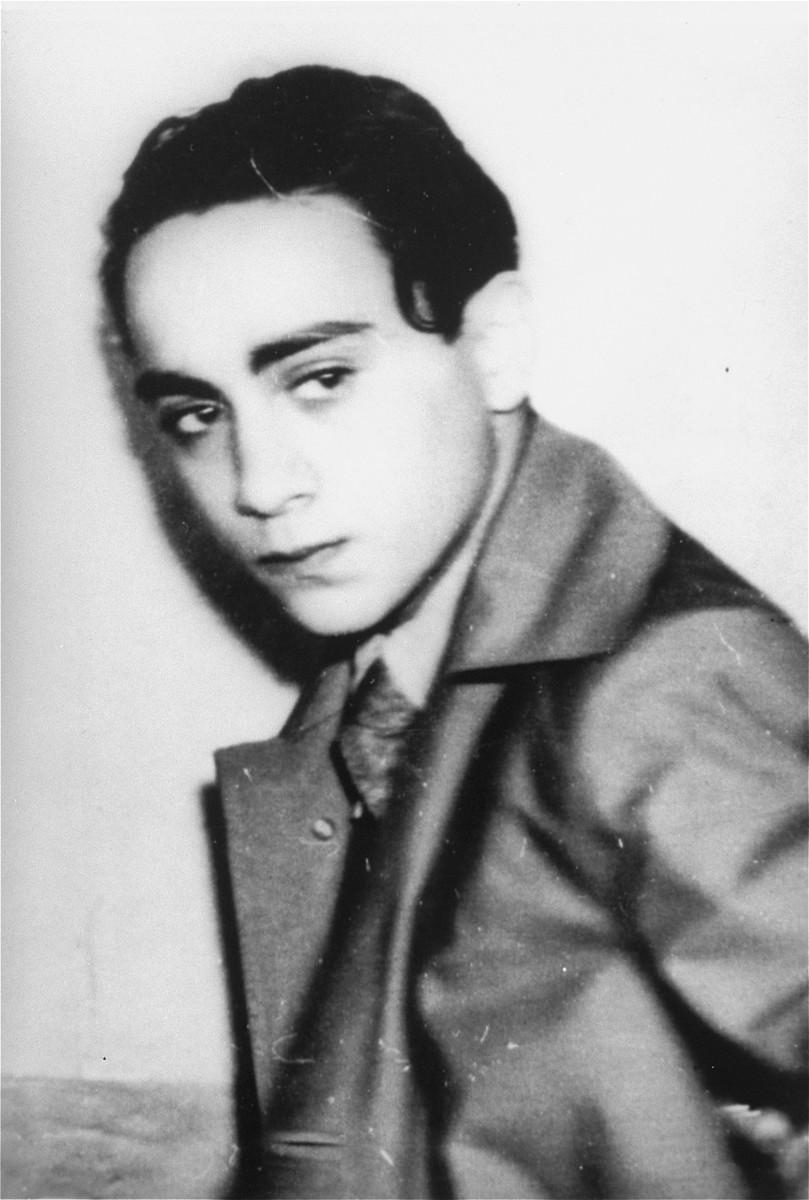
Herschel Grynszpan després de ser arrestat (7 de Novembre 1938)

Herschel Feibel Grynszpan (28 de març del 1921 — declarat mort el 1960), va ser un alemany d'origen polonès conegut per haver comès l'assassinat d'Ernst von Rath, secretari de l'ambaixada alemanya a París i membre del partit nazi el 7 de novembre de 1938. Aquest assassinat va ser utilitzat de pretext pels líders nazis per a desencadenar la Nit dels vidres trencats

## Infància
Herschel Grynszpan va néixer a Hannover (Alemanya), el 28 de març de 1921. Els seus pares, Sendel i Rivka Grynszpan, eren jueus polonesos que havien emigrat de Polònia el 1911 i s'havien instal·lat a Hannover, on Sendel va obrir una sastreria que va permetre a la família viure modestament. Després de la Primera Guerra Mundial es van convertir en ciutadans polonesos, condició que van mantenir al llarg dels anys que van passar a Alemanya. Herschel va tenir 5 germans, tot i que 2 no van superar la infància, essent ell el més petit, nascut el 28 de març de 1921.
.